# Hertie-Stiftung
Die Gemeinnützige Hertie-Stiftung ist eine deutsche Stiftung, die auf dem Lebenswerk des 1972 verstorbenen Stifters Georg Karg, Inhaber der Hertie Waren- und Kaufhaus GmbH, aufbaut. Der Name Hertie beruht auf Namensteilen von Hermann Tietz, Kapitalgeber und Familienmitglied der jüdischen Unternehmerfamilie Tietz, die 1882 die Warenhäuser gründete. Die Hertie-Stiftung ist heute eine der größten weltanschaulich unabhängigen und unternehmerisch ungebundenen Stiftungen in Deutschland. Vorstandsvorsitzende ist Annette Schavan.

## Tätigkeitsfelder
Die Arbeit der Hertie-Stiftung konzentriert sich auf zwei Leitthemen: Gehirn erforschen und Demokratie stärken.

### Gehirn erforschen
Die Hertie-Stiftung stellt in ihrem Arbeitsgebiet „Gehirn erforschen“ die Funktionsweise des Gehirns und die Bekämpfung seiner Erkrankungen in den Mittelpunkt. Schwerpunkte bilden die Förderung klinischer Hirnforschung und Projekte im Bereich der Grundlagenforschung sowie die Förderung des wissenschaftlichen Nachwuchses. Beispielhafte Förderungen und Projekte sind das Hertie-Institut für klinische Hirnforschung und das Hertie Institute for AI in Brain Health, das Hertie Network of Excellence in Clinical Neuroscience sowie der Eric Kandel Young Neuroscientists Prize.

### Demokratie stärken
Zu den Programmen gehören die Hertie School, das START-Programm, Jugend debattiert, MITWIRKEN und Jugend entscheidet.

## Stiftungsvermögen
Der Marktwert des Anlagevolumens beträgt rund 1,2 Milliarden Euro (per 31. Dezember 2021). Mit einem jährlichen Fördervolumen zwischen 20 und 25 Mio. Euro gehört die Hertie-Stiftung zu den größten privaten Stiftungen Deutschlands. Seit 1998 besteht keinerlei Unternehmensbindung mehr.

## Kontroverse
Nach der Machtergreifung der Nationalsozialisten wurde die Warenhauskette der jüdischen Unternehmerfamilie Tietz arisiert und die geschäftsführende Eigentümerfamilie aus dem Unternehmen gedrängt. Der damals neu eingesetzte Geschäftsführer und spätere Inhaber Georg Karg führte daraufhin das in „Hertie“ umbenannte Unternehmen bis in die 1970er Jahre, baute die Warenhauskette aus und überführte das Unternehmen in die gemeinnützige Hertie-Stiftung.
Die Aufarbeitungsstrategie zur NS-Vergangenheit der Hertie-Stiftung geriet im Jahr 2020 öffentlich in die Kritik. Rund 150 aktuelle und ehemalige Studierende der Hertie School in Berlin fordern als Initiative Her.Tietz eine „offene und verantwortungsvolle Aufarbeitung“ der Stiftungsgeschichte. Im November 2020 gab die Stiftung bekannt, dass sie für die wissenschaftliche Aufarbeitung der Vorgeschichte des Vermögens die Gesellschaft für Unternehmensgeschichte beauftragt hat.
In Zusammenarbeit mit der Gesellschaft für Unternehmensgeschichte veröffentlichten die Wirtschaftshistoriker Johannes Bähr und Ingo Köhler im Dezember 2023 ihre wissenschaftliche Studie zur Geschichte des Warenhauskonzerns Hertie im Nationalsozialismus unter dem Titel Verfolgt, „arisiert“, wiedergutgemacht? Wie aus dem Warenhauskonzern Hermann Tietz Hertie wurde. In ihrer unabhängigen Forschungsarbeit gehen die Autoren den über mehrere Jahrzehnte ungeklärten Fragen zur „Arisierung“ des Hermann Tietz-Konzerns erstmals auf Grundlage umfangreicher Recherchen und unter Auswertung bislang ungenutzten Quellenmaterials, darunter das Archiv der Familie Tietz im Leo Baeck Institute New York und die Dokumentensammlung der Karg‘schen Familienstiftung, nach. Die Studie untersucht die antisemitische Hetze gegen die Inhaber des Hermann Tietz-Konzerns, die „Arisierung“ ihres Firmenvermögens sowie das Schicksal der Familie Tietz nach der Verdrängung aus dem Unternehmen. Darüber hinaus bezieht die Studie insbesondere auch den Werdegang des Hertie-Konzerns und die Restitutionsverfahren in der Nachkriegszeit bis in die 1970er Jahre mit ein. Laut Bähr und Köhler zeigte sich das größte Manko des Hertie-Konzerns im Umgang mit den jüdischen Opfern bis in die jüngste Vergangenheit darin, dass – unabhängig aller rechtlichen und finanziellen Vereinbarungen – eine moralische Verantwortung für die Verstrickungen mit dem NS-Regime versäumt wurde.
Die Ergebnisse ihrer Forschungsarbeit stellten die Autoren am 5. Dezember 2023 im Jüdischen Museum Frankfurt der Öffentlichkeit vor. An der Buchvorstellung nahmen u. a. auch die Juristin Orna von Fürstenberg als Vertreterin der Jüdischen Gemeinde sowie Nachkommen der Familie Tietz teil.